# Ibohamane
La commune rurale d'Ibohamane  est  localisée au Niger, région de Tahoua et dans le département de Kéita. Elle est située dans la zone Nord-sahélienne, elle est composée de plusieurs ethnies à savoir : les touarègues,  les haoussa, les peulhs , une localité où les touarègues sont majoritaires.
Géographie
Ibohamane est située à 18 km à l'est du chef-lieu départemental Kéita.  
| Kéita    | Akoubounou | Azèye    |
| Kéita    | Ibohamane  | Azèye    |
| Garhanga | Garhanga   | Tabotaki |

## Histoire
La Commune rurale d’Ibohamane est créée par la loi N°2002-014 Juin 2002, portant création des Communes et fixant le nom de leurs chefs – lieux, elle est limitée :   
ü Au Nord-Est par la Commune rurale d’Azzaye (Département d’Abalak), 
Au Nord par la Commune rurale d’Akoubounou (Département d’Abalak), 
Au Nord-Ouest par la Commune rurale de Tamaské et à l’Ouest par la Commune urbaine de Keita, 
Au Sud-Ouest par la Commune rurale de Garhanga (Département de Keïta),
Au Sud-Est par les Communes rurales de Baban Katami et Tabotaki (Département de Bouza).
Les principales activités économiques de la population de la commune rurale d’Ibohamane sont : l’agriculture et l’élevage tous dépendent de la pluviométrie et bien d’autres ressources naturelles existantes. A ces deux premiers secteurs importants s’ajoutent le secteur du commerce et celui de l’artisanat qui contribuent aussi dans à l’amélioration des conditions de vie de la population.
D’autres activités socio-économiques occupent aussi une place non négligeable dans l’économie de ladite Commune.

## Population
La population totale de la Commune rurale d’Ibohamane est estimée à 88 724 habitants dont 43 332 hommes et 45 392 femmes repartie sur une superficie de 1875 km² soit une densité de 47,32 habitants au Km² et on l’estime à 99228 habitants en 2015).

### Le relief
Le relief est constitué de ceintures de collines au niveau desquelles proviennent des grands koris et des koris secondaires. Parmi les grands koris, on peut citer celui de Marké qui prend sa source au niveau de la colline de marké, approvisionné par les versants de Loudou et qui se jette au Nord dans la mare de Tabalak, Commune de Akoubounou (Département d’Abalak).
Le kori de Ouroub qui traverse les zones de Tabofat et Tégueléguel Kéda et Jéji, il se joint avec le kori zourourou. 
Le kori de Gadamata qui traverse les terroirs de Tassak Tajaé, Jajakouné, il rejoint les deux (2) derniers koris énumérés précédemment après avoir traversé la Commune de Garhanga avec d’autres koris secondaires provenant des différentes collines, renforcent les principaux koris énumérés.

### Le climat
La Commune rurale d’Ibohamane est située dans la zone Nord-sahélienne avec une pluviométrie annuelle moyenne d’environ 400mm. Les averses sont souvent de forte intensité : plus de 50 à 60 mm par heure.
On distingue les principales saisons suivantes : La saison pluvieuse qui s’étend de Juin à septembre, la saison froide qui s’étend d’Octobre à Février (d’octobre-novembre, il fait chaud le jour et frais la nuit ; de décembre-février, il fait froid toute la journée) et la saison chaude qui s’étend de Mars en Mai. 
La température moyenne est de 28,6°c avec des moyennes mensuelles plus élevées en Avril et Mai (40°c). L’insolation est trop forte. Toujours selon le projet intégré Keïta (1999) l’humidité relative moyenne est de 44% et l’évaporation potentielle (ETP) atteint 2 450 mm par heure dont 673 mm pendant la période de Juin à Septembre.
La saison sèche est caractérisée par des vents sablonneux très violents dont la vitesse varie de 6 à 7 m par seconde à 1,8 m du sol, mais la vitesse atteint 9 à 10 m par seconde pendant la période de Décembre à Février.

### Le sol
On rencontre dans la Commune d’Ibohamane, les types sols suivants : Toudou ou sols dunaires, Baringo ou sols sablonneux, Fako ou glacis et Fadama ou vallée.  

### Végétation
Avant la mise en œuvre du Projet Intégré Keita (PIK), la végétation était très pauvre. Elle était constituée de très peu d’arbres et d’arbustes sur un sol dénudé visible sur une longue distance. Aujourd’hui, les formations naturelles de la Commune épousent les conditions géomorphologiques du milieu. 
Dans la Commune, les plantes en dehors du rôle qu’elles jouent dans l’alimentation des animaux et dans la pharmacopée traditionnelle, certaines espèces peuvent servir directement pour aliment de disette en cas de famine, exemple : Tsaida, Anza, Yadia, Karadji et Jirga.

### Ressource en eau
Le réseau hydrographique dans la Commune d’Ibohamane est constitué d’une part des retenues et cours d’eau saisonniers alimentés par les versants (GADAMATA, MARKE, LOUDOU, etc.), 22 mares semis permanentes et d’autre part par des eaux souterraines.
Les eaux souterraines représentent la principale source d’approvisionnement en eau potable de la population. En effet, la Commune d’Ibohamane fait partie de la zone dite « Ader - Doutchi - Maggia » où l’on rencontre trois (3) aquifères dont : la nappe du Continental Terminal, la nappe du Continental Intercalaire et la nappe de la série gréseuse inférieure.

### L’élevage
L’élevage représente la deuxième activité économique après l’agriculture. Il est pratiqué par la majorité des ménages de la Commune. Ceci dénote du caractère agro-pastoral de la Commune. Le cheptel élevé se compose : des bovins, des caprins, des ovins, des asins, des équins, des camelins. Il existe trois (03) types d’élevage dans la Commune :
L’élevage de case ou l’embouche qui est surtout pratiqué par les femmes. Les espèces embouchées sont les ovins, les caprins et les bovins. Les animaux sont gardés dans un enclos ou au piquet, nourris à base de la paille, des aliments bétails, des résidus de récoltes et des compléments en sels minéraux. Ces animaux sont destinés à la vente.
L’élevage semi extensif : il consiste à la conduite dans la journée des animaux sur des espaces destinés au pâturage. Le propriétaire des animaux s’entend avec le berger sur les montants à verser par tête, par espèce et par saison. De façon générale, en saison sèche les rémunérations des bergers varient de 100 F CFA à 200 F par tête des petits ruminants, 500 F pour les gros ruminants pour toute la saison. En saison de pluie le contrat est de 1000 F pour les gros ruminants et de 250 F en moyenne pour les petits ruminants. En plus de cela, les propriétaires des animaux doivent donner aux bergers et ceci chaque semaine pendant toute l’année, une ration alimentaire appelée ‘’Yamma’’.  
L’élevage extensif lui, consiste à confier les animaux aux éleveurs transhumants. Pendant la saison de pluie les animaux sont conduits aux Nord dans l’Azawak qui est une zone pastorale. Après les récoltes, les animaux redescendent au Sud du fait de la disponibilité des sous-produits de l’agriculture et des lieux d’abreuvement. Le contrat entre le propriétaire des animaux et le berger transhumant dépend beaucoup des rapports entre les deux. Les rémunérations peuvent être en nature ou en espèce. 
A cela s’ajoute l’élevage de volailles (poule, pintade, canard, oie, pigeons).
En terme d’encadrement, le poste du centre d’intervention de base d’Ibohamane dispose d’un agent technique et d’un auxiliaire d’élevage. 
Malgré l’existence d’un cheptel important, les espaces pastoraux sont très réduits dans la Commune. Les animaux pâturent sur des plateaux incultes où la végétation est très clairsemée ou bien sur les sites récupérés et ensemencés. L’un dans l’autre, la production fourragère au niveau de toutes les superficies réservées au pâturage est loin de satisfaire le besoin d’un cheptel grandissant. 
Il faut aussi ajouter la disparition progressive des espaces à paître. Il y a également les maladies qui frappent les animaux dont les plus fréquentes sont : la clavelée, le charbon bactérien, la pasteurellose et les parasitoses. Les autres contraintes de l’élevage sont entre autres : la dégradation des parcours de pâturage, l’insuffisance des points d’eau, la recrudescence de certaines maladies couplées à une baisse du taux de couverture vaccinale, l’insuffisance d’encadrement et de l’auto-encadrement.

### L’agriculture
L’agriculture constitue l’une des principales activités de la Commune. Elle est pratiquée par la quasi-totalité de la population. Elle est la principale source d’alimentation et contribue efficacement à l’amélioration des conditions de vie et de revenus des ménages. Elle est pratiquée pendant les périodes suivantes : pluviale, décrue et irriguée. 
Toutes ces périodes sont tributaires de la pluviométrie qui est souvent mal répartie dans le temps et dans l’espace, la conséquence de la variabilité climatique et de l’action de l’homme sur l’environnement. 
Les espaces de productions familiales sont très réduits vu la densité qui est de 47,32 hbts/km² en 2012 (voire la carte d’occupation des sols ci-dessus). Les superficies cultivables varient d’une sous-zone à une autre. Selon notre enquête, la superficie cultivable en agriculture pluviale peut aller au-delà de 50% de l’espace communal soit environ 937,5 km². Le reste de terre est constitué par des plateaux et des chaînes de collines tapissés des roches rocailleuses, ou des versants à pentes raides. (PDC 2019).
La Commune rurale d’Ibohamane dispose d’un nombre important de vallées et de bas-fonds très fertiles mais très menacés par les aléas climatiques. Elle est pratiquée dans ces vallées et bas-fonds sous forme de cultures irriguées et de décrues. 
Dans ce cas, nous avons un certain nombre des vallées dont les importantes sont les suivantes : 
-         La vallée d’Ibohamane sur laquelle un aménagement hydro agricole a été réalisé. Cet aménagement est menacé d’ensablement, ce qui réduit sa capacité de rétention malgré la réhabilitation partielle en cours de réalisation. Sur cet aménagement de 950 ha de superficie totale, 1412 producteurs de 15 villages organisés en coopérative exploitent 663,7ha.
-         La vallée de Tagueleguel où un aménagement hydro agricole exploitable sur 270 ha dont 110 ha immergés est réalisé au profit de 365 producteurs. 
-         La vallée de Loudou, qui est à cheval entre les Communes d’Ibohamane et de Keita, avec une superficie assez importante. Elle est exploitée par les communautés en cultures hivernale et de décrue.
Ces vallées et bas-fonds sont en majorité menacés par l’ensablement, ravinement et lessivage liés à la pression humaine et aux changements climatiques. La quasi-totalité des ouvrages hydrauliques (barrages, seuils d’épandages, puits maraîchers…) sont insuffisants et non fonctionnels. 
Le mode d’acquisition des terres le plus répandu reste l’héritage, d’autres modes d’acquisition comme l’achat, le gage et le prêt existent dans la Commune. 
Les types des semences cultivées sont : le mil, le sorgho, le niébé, le gombo, l’oseille, les courges, l’arachide, le sésame etc. Le mil et le sorgho sont quasiment utilisés pour l’auto - consommation. Le niébé est en grande partie commercialisé. Les autres cultures sont généralement destinées à la vente. Selon les résultats du diagnostic participatif, les rendements des cultures céréalières sont en moyenne de 450 kg/ha pour le mil et 300kg/ha pour le sorgho.
Cette agriculture sur un sol surexploité et exposé aux aléas climatiques, se caractérise par la baisse de production liée à l’utilisation très réduite des équipements modernes (Charrue, tracteur), des produits phytosanitaires et des semences améliorées. A ceux-là s’ajoutent d’autres facteurs comme l’insuffisance de la main d’œuvre (liée à l’exode des jeunes), la pression parasitaire et l’insuffisance de l’encadrement.
La Commune rurale dispose d’un district agricole basé à Ibohamane. Il faut noter à ce niveau que l’agriculture et l’élevage constituent les principales activités de la commune rurale d’Ibohamane.

## Services et infrastructures
- Centre de Santé Intégré (CSI) à Ibohamane, Gadamata, Labanda, Loudou Ibagatan et Wadey.
- Collège d'enseignement général (CEG) à Ibohamane, Gadamata,
- Centre de formation des métiers (CFM) à Ibohamane.